# Porcellio vulcanius
Porcellio vulcanius är en kräftdjursart som beskrevs av Karl Wilhelm Verhoeff 1909. Porcellio vulcanius ingår i släktet Porcellio och familjen Porcellionidae. Inga underarter finns listade i Catalogue of Life.